# Eli (Priester)
Eli (hebräisch עלי, von על ʿal, „hoch/erhaben“) ist ein Priester des Tanach bzw. des Alten Testamentes.

## Biographie

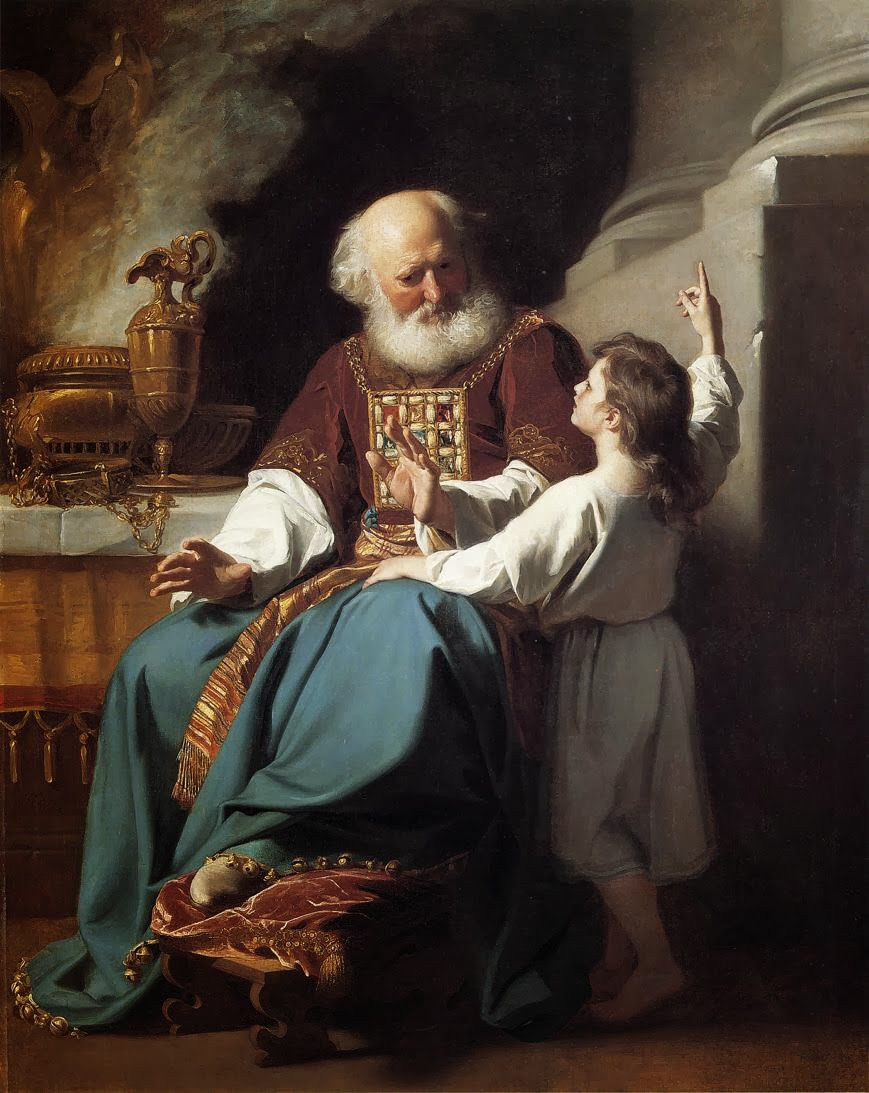
Eli und der junge Samuel (1780)

Eli diente als Priester der Israeliten in der Stiftshütte in Silo. Er war Vater der Söhne Hofni und Pinchas.
Nach der biblischen Erzählung erblickte Eli in der Stiftshütte Hanna, eine unfruchtbare Frau, die um ein Kind betete. Eli schickte sie nach Hause mit der Zusicherung, ihr Wunsch werde in Erfüllung gehen. Hanna gebar darauf den Sohn ihres Mannes Elkana, den späteren Propheten Samuel. Aufgrund eines Gelübdes im Fall einer Geburt brachte sie ihn zur Erziehung zum Priester Eli.
Samuel bemerkte bald, dass Elis Söhne, die Priester Hofni und Pinchas, Opfergaben der Pilger stahlen und Prostituierte besuchten, was Eli zwar nicht guthieß, aber auch nicht unterband. Einmal vernahm Samuel den Ruf Gottes. Auf Elis Geheiß richtete er widerstrebend Gottes Beschluss aus, Hofni und Pinchas würden bald sterben.
In den Krieg gegen die Philister zogen Hofni und Pinchas mit. Dazu ließen sie die Bundeslade aus Silo kommen und demonstrierten sie als göttliche Unterstützung der Truppe. Doch Hofni und Pinchas fielen im Kampf, ebenso 30.000 weitere israelitische Soldaten. Die Philister erbeuteten die Bundeslade.
Als Eli von der Katastrophe erfuhr, fiel er vom Stuhl und brach sich den Hals. Nach vierzigjähriger Tätigkeit als Priester starb Eli mit 98 Jahren.
Am Rande wird vermerkt, dass Elis Schwiegertochter, die Witwe des Pinchas, kurz darauf einen Sohn gebar, den sie Ikabod nannte (deutsch: „Die Herrlichkeit ist hinweg aus Israel“).
Der Name Eli findet sich im 1. Buch Samuel an den Stellen 1,9; 1,12–13; 1,17; 1,25; 2,11; 2,20; 2,22; 2,27; 3,1–2; 3,5–6; 3,8; 3,12; 3,14–16; 4,13–16.

## Rezension
- The Book of Eli – ein postapokalyptischer Actionfilm, in dem ein letztes Exemplar des Buches Thema ist.